# Мелкадзе, Баграт Сергеевич
Баграт Сергеевич Мелкадзе (груз. მელაძე, ბაგრატ სერგეევიჩი; 1911 год, село Михайлово, Горийский уезд, Тифлисская губерния, Российская империя — неизвестно, Зестафони, Грузинская ССР) — старший плавильщик Зестафонского завода ферросплавов Министерства чёрной металлургии СССР, Грузинская ССР. Герой Социалистического Труда (1958). Депутат Верховного Совета Грузинской ССР 5-го созыва.

## Биография
Родился в 1911 году в крестьянской семье в селе Михайлово Горийского уезда. После окончания местной школы трудился в сельском хозяйстве. С начала 1930-х годов работал на строительстве Зестафонского завода ферросплавов. С октября 1933 года — плавильщик на этом же заводе. С 1937 года член ВКП(б). За успешное выполнение правительственных заданий в годы Великой Отечественной войны был награждён в 1945 году Орденом Трудового Красного Знамени и за выдающиеся трудовые достижения по итогам работы в годы Четвёртой пятилетки (1946—1950) — вторым Орденом Трудового Красного Знамени.
В 1951 году назначен начальником смены плавильного цеха. На протяжении последующих годов возглавляемая им смена показывала высокие трудовые результаты, постоянно занимала передовые места в заводском социалистическом соревновании. Указом Президиума Верховного Совета СССР от 19 июля 1958 года удостоен звания Героя Социалистического Труда за «выдающиеся успехи, достигнутые в деле развития чёрной металлургии» с вручением ордена Ленина и золотой медали «Серп и Молот» (№ 9121).
Был наставником рабочей молодёжи, среди которой был Герой Социалистического Труда Константин Николаевич Мдивани. Избирался депутатом Верховного Совета Грузинской ССР 5-го созыва (1959—1963).
После выхода на пенсию проживал в городе Зестафони. С 1969 года — персональный пенсионер союзного значения. Дата смерти не установлена.
Награды
- Герой Социалистического Труда
- Орден Ленина
- Орден Трудового Красного Знамени — дважды (31.03.1945; 24.01.1950)